# نیخیل دویود
یخیل دویود (به انگلیسی: Nikhil Dwivedi) (زاده ۲۵ نوامبر ۱۹۷۹) بازیگر هندی است.
از فیلم‌هایی که وی در آن نقش داشته است می‌توان به پلید و اسم من آنتونی گونسالوز است اشاره کرد.